# Acanthorrhynchium substigmosum
Acanthorrhynchium substigmosum là một loài Rêu trong họ Sematophyllaceae. Loài này được (Müll. Hal.) M. Fleisch. mô tả khoa học đầu tiên năm 1923.